# Сроки
Сроки су насељено место у саставу општине Вишково у Приморско-горанској жупанији, Република Хрватска.

## Историја
До територијалне реорганизације у Хрватској налазили су се у саставу старе општине Ријека.

## Становништво
На попису становништва 2011. године, Сроки су имали 1.741 становника.

## Попис1991.
На попису становништва 1991. године, насељено место Сроки је имало 538 становника, следећег националног састава:
| Попис 1991.‍  | Попис 1991.‍  | Попис 1991.‍ | Попис 1991.‍ | Попис 1991.‍ |
| ------------ | ------------ | ----------- | ----------- | ----------- |
|              |              |             |             |             |
| Хрвати       | Хрвати       |             | 423         | 78,62%      |
| Срби         | Срби         |             | 41          | 7,62%       |
| Југословени  | Југословени  |             | 18          | 3,34%       |
| Муслимани    | Муслимани    |             | 10          | 1,85%       |
| Италијани    | Италијани    |             | 7           | 1,30%       |
| Црногорци    | Црногорци    |             | 5           | 0,92%       |
| Словенци     | Словенци     |             | 2           | 0,37%       |
| Русини       | Русини       |             | 1           | 0,18%       |
| неопредељени | неопредељени |             | 16          | 2,97%       |
| регион. опр. | регион. опр. |             | 3           | 0,55%       |
| непознато    | непознато    |             | 12          | 2,23%       |
| укупно: 538  |              |             |             |             |